# De Gentenaar
De Gentenaar is de op een na oudste Belgische krant die nu nog bestaat, zij het, sinds 1959, als een dochterblad van Het Nieuwsblad.  De Gentenaar wordt sinds 2013 uitgegeven door de multimediale groep Mediahuis.

## Geschiedenis
De krant werd in 1879 opgericht door Kanunnik Verschueren. Dit katholieke dagblad kostte toen 1 cent, waardoor het een massamedium werd onder de (arme) arbeiders van Gent.
Na 1959 werd het uitgegeven door:
- De Standaardgroep (1959-1976)
- Vlaamse Uitgeversmaatschappij (VUM) (1976-2006)

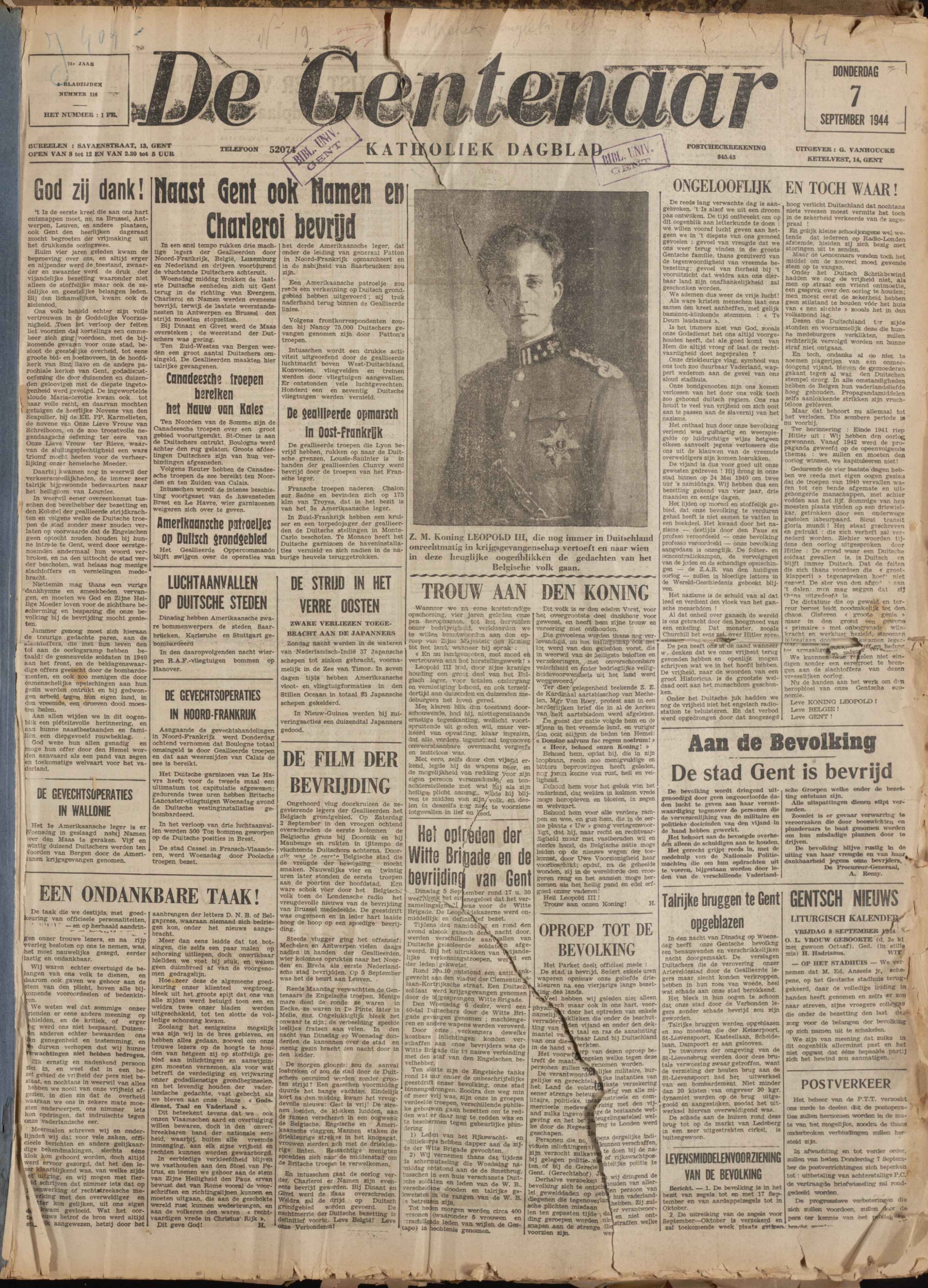
Fragment uit de Gentenaar van 1944. Bewaard in de Universiteitsbibliotheek Gent.

- Corelio (2006-2013)
- Mediahuis (sinds 2013)